# سیارک ۴۹
سیارک ۴۹ (به انگلیسی: 49 Pales) چهل و نهمین سیارک کشف شده‌است که در ۱۹ سپتامبر ۱۸۵۷ و در پاریس کشف شد.
قدر مطلق سیارک برابر ۷٫۸۰ است.